# ابراهیم وحیدزاده
محمدابراهیم وحیدزاده (زادهٔ ۳ دی ۱۳۲۳ در مشهد) فیلم‌نامه‌نویس، تهیه‌کننده، کارگردان و تدوینگر ایرانی است. وی فعالیت هنری خود را از سال ۱۳۴۵ با ساختن فیلم کوتاه آغاز نمود. وی پس از فارغ‌التحصیلی از دانشکده هنرهای دراماتیک در سال ۱۳۴۸ کار خود را در واحد پژوهش تلویزیون ملی ایران آغاز نمود و تا سال ۱۳۵۸ با آن سازمان همکاری داشت. در سال ۱۳۵۹ دفتر پخش فیلم دی را راه اندازی نمود و تا سال ۱۳۶۵ در آن فعالیت داشت. پس از آن به ساخت و کارگردانی چند فیلم و آموزش فیلم‌سازی در آموزشگاه بازیگری چهره‌های ماندگار مشغول شد و در نهایت در سال ۱۳۹۱ آموزشگاه مکتب کمدی ایران را تأسیس نمود.

## تئاتر
- شب (نویسنده، کارگردان)
- روز نحس (کارگردان)

## فیلم کوتاه
- تاج(۱۳۴۶)
- شمعدانی(۱۳۴۷)
- چشمها(۱۳۴۷)
- کدام قله کدام اوج(۱۳۴۹)
- اسیر(۱۳۴۹)
- پیاده هفتم(۱۳۵۲)
- جایزه(۱۳۵۳)
- سیمرغ(۱۳۵۴)

## فیلمسازی برایکانون پرورش فکری کودکان(۱۳۵۵)
- بیائید نقاشی کنیم (آموزشی)
- بیائید ساز بزنیم (آموزشی)
- بیائید تئاتر بازی کنیم (آموزشی)
- کارنامه (مستند)

## فیلم‌شناسی
| سال تولید | نام فیلم     | کارگردان | تهیه‌کننده | نویسنده | تدوینگر |
| --------- | ------------ | -------- | --------- | ------- | ------- |
| ۱۳۶۶      | تحفه‌ها       | √        |           | √       | √       |
| ۱۳۷۱      | مجسمه        | √        | √         | √       |         |
| ۱۳۸۱      | عشق فیلم     | √        | √         | √       |         |
| ۱۳۸۲      | معادله       | √        | √         | √       |         |
| ۱۳۸۴      | شام عروسی    | √        |           |         |         |
| ۱۳۸۶      | تاکسی نارنجی | √        | √         | √       |         |
| ۱۳۸۸      | عروسک        | √        | √         | √       |         |